# Jerry Smith (personaje)
Jerry Smith es uno de los personajes principales de la serie animada de televisión estadounidense Rick and Morty. Creado por Justin Roiland y Dan Harmon, Jerry es retratado como un perdedor mediocre y desempleado que encuentra contenido en su vida simple. Utiliza la lástima como su «movimiento característico», lo que lleva a que la gente lo contrate o le dé algún tipo de consuelo. Jerry es famoso por su rivalidad mutua con Rick Sánchez, su suegro. En muchas ocasiones en las primeras temporadas, se ha demostrado que su relación con su pareja, Beth, es increíblemente poco saludable, codependiente e incompatible. Uno de los pasatiempos de Jerry es la apicultura, que aprende en algún momento durante la cuarta temporada. Apenas se ha dado a entender a lo largo de la serie que es queer. Es yerno del científico loco Rick Sanchez, padre de Morty y Summer Smith y esposo de Beth Smith. Tanto el personaje original como sus reemplazos interdimensionales han recibido una recepción crítica positiva.

## Biografía
La serie sigue a múltiples Jerry «principales» de diferentes universos y dimensiones. Ellos son: 
- Jerry Prime (o primer Jerry)[15] (Anuncios promocionales, Temporada 1: Episodios 1-6, Temporada 3: Episodio 1, Serie de cómics: Número 45, y Temporada 6: Episodio 1)[16][17]
- Jerry de la temporada dos  (Temporada 1, Episodio 6-Temporada 2, Episodio 2, Serie de cómics: Números 21-23, y Temporada 6: Episodio 1)[17]
- Jerry intercambiado (Temporada 2: Episodio 2-presente y Serie de cómics: Volúmenes 3-11)[17][18][19][20]
- Jerry C-132 (Serie de cómics: Volúmenes 1-3)

Jerry fue criado por Leonard y Joyce Smith. Mientras estaban en el instituto, él y Beth Sánchez mantienen relaciones sexuales sin protección en la noche del baile de graduación, lo que da lugar a su primera hija, Summer Smith. Se casan y se mudan juntos, y unos años después tienen a Morty Smith. Catorce años después, el padre de Beth, Rick Sánchez, que se cree que abandonó a Beth cuando era niña, se muda a su casa. Rick y Jerry se disgustan mutuamente, ya que Rick separa a la familia y Jerry dejó embarazada a Beth, obligándola a renunciar a sus sueños. 
Después de estar frustrado con la perturbación de Rick en el hogar, le da a Beth (su esposa) la decisión entre Rick o él. Beth elige a Rick, y posteriormente se divorcia de Jerry. Ahora vive solo y deprimido en una habitación de motel, y por petición de Morty, Rick lo lleva a una especie de vacaciones. Durante el viaje, Jerry es convencido para que intente asesinar a Rick, lo que resulta fallido, pero hace que ambos sean más abiertos sobre sus problemas con el otro.
Al final, Jerry retoma brevemente una relación con una alienígena llamada Kiara. Tras estar divorciada durante unos meses, Beth se reconcilia con Jerry y vuelven a estar juntos.
Una versión malvada de Jerry de una realidad alternativa, a la que se refiere burlonamente como «Doofus Jerry», sirve como el principal antagonista del arco de la serie de cómics «A Tale of Two Jerries» —un multimillonario y la literal «definición de éxito» en su dimensión natal de J19ζ7, este Jerry se intriga con el concepto de realidades alternativas después de descubrir al Jerry de la segunda temporada en su dimensión visitando a su amigo Doofus Rick. Eligiendo ocupar su lugar, este Jerry toma la pistola de portal de la pareja y trata de seducir a Beth, golpeando repetidamente a Rick para mostrar su dominio sobre él, avergonzándolo hasta el punto de que decide llamar a la Ciudadela para que se ocupe del Jerry invasor. Sin embargo, al darse cuenta de que este Jerry es de la misma realidad que Doofus Rick, Rick se da cuenta de que la dimensión de Doofus Rick no es una dimensión «Doofus» sino una «Opuesta», y traer a este Jerry a la Ciudadela ha sido el equivalente a traer «un gato a la ratonera». Tomando la Ciudadela modificándose genéticamente para producir un gas que haga que todos los Ricks le sean serviles, y él «caminando hacia la muerte» para ellos, Jerry busca subyugar el multiverso, tomando un harén de Beths e instruyendo que sea referido como «Miggity Miggity Miggity Mack, Amo del Multiverso». Después de derrotar a la familia Smith con un robot gigante de sí mismo contra uno de Rick, Mack es accidentalmente aplastado y aparentemente asesinado por Jerry de la Segunda Temporada cuando abre un portal a la Dimensión del Gusano por encima de él, causando que un gran gusano caiga encima de él, que Rick transporta lejos. El Consejo de la Sombra de Ricks hace referencia más tarde al control previo de la Ciudadela por parte del «maldito Jerry» en el episodio de la tercera temporada «The Ricklantis Mixup». 

## Desarrollo
En 2017, el creador de la serie, Dan Harmon, hizo una comparación entre Jerry y Rick (su suegro) sobre el final de «Asimilación autoerótica». Mientras que Rick es inteligente, se siente miserable e intenta suicidarse al final del episodio, mientras que Jerry, inconsciente y tonto, está simplemente feliz de haber encontrado su desbrozadora. Harmon observa: «¿Lo tiene mejor? Quiero decir, creo que sí».  Recordando la creación de «Doofus Jerry»  como uno de sus «momentos favoritos de creatividad y humor en este libro», el editor gerente de Oni Press, Ari Yarwood, atribuyó el «maravilloso secreto» de la creación del «hipercompetente, porque Kyle [Starks] me envió un correo electrónico sobre una idea de Doofus Rick, y accidentalmente se confundió y escribió Doofus Jerry en su lugar, y entonces se escribieron esos tres increíbles números de [«A Tale of Two Jerries»]».
En el estreno de la sexta temporada, «Solaricks», Harmon señaló que cuando Jerry fue abandonado y golpeado por el dolor, se autorrealizó. El actor de voz de Jerry, Chris Parnell, también comentó sobre este episodio: «Cada vez que llevo a Jerry a un lugar diferente emocionalmente, es emocionante. Ir a un lugar apocalíptico tan oscuro para Jerry fue muy gratificante». En un vistazo al episodio «The Whirly Dirly Conspiracy», Dan Harmon explica que si Rick y Jerry se encontraran en un vacío, serían amigos, pero «un vacío no es realmente posible con Jerry. [Él] llenaría ese vacío y crearía el doble de vacío».

## Recepción

### Crítica
Jerry es un personaje generalmente bien recibido. En la crítica de IGN de «Solaricks», Samantha Nelson explica que Jerry es uno de los personajes que más ha mejorado en la serie. Richard Urquiza de Fansided dijo que le gustan las interacciones de Jerry con los Cenobitas en su crítica de «Amortycan Grickfitti». Brent Botsford, en su revisión de la cuarta temporada, describe que Jerry tiene algunos de los mejores argumentos de la temporada debido a su consistencia. En la reseña de la sexta temporada de Consequence TV, Al Shipley dice que Jerry es divertidísimo gracias a su estelar trabajo de voz. La reseña de Inverse «Childrick of Mort» señala que los demás personajes, especialmente Summer, son demasiado mezquinos con él. Corey Plante explica que Jerry (así como el resto de la familia) quedan reducidos a caricaturas ridículas de sí mismos.